# Commodore Format
Commodore Format – brytyjski miesięcznik poświęcony tematyce związanej z komputerem Commodore 64 wydawany przez Future Publishing Ltd. Magazyn ukazywał się od października 1990 do października 1995. Łącznie ukazało się 61 numerów pisma. Wydano także bezpłatne wydanie zerowe przed rozpoczęciem regularnej sprzedaży, suplement do 7. numeru, a także Commodore Format the 64 Gamers 92-93 Dairy and Game Busting Guide.

## Zawartość
Treść magazynu była dosyć zróżnicowana, głównie skupiała się jednak na tematyce gier komputerowych. Każdy numer zawierał wiadomości ze świata Commodore 64, odpowiedzi na listy czytelników, odpowiedzi na kwestie techniczne związane z komputerem, recenzje gier komputerowych, które były tematem przewodnim, a także cheaty i porady dotyczące poszczególnych tytułów. Te gry, których ocena przekraczała 90%, otrzymywały wyróżnienie It’s a Corker.

## Historia
Zespół redakcyjny w pierwszym numerze składał się głównie z byłych redaktorów czasopisma „Zzap!64” takich jak Steve Jarratt, który został pierwszym redaktorem naczelnym „Commodore Format”, Sean Masterson i Andy Dyer. Pierwszy numer miał 98 stron, dołączona do niego była kaseta „Power Tape”, która zawierała grywalną zapowiedź gry Iron Man oraz pełną wersję Tau Ceti. Kaseta z grami i innym oprogramowaniem była dołączana do większości numerów pisma.
W szczytowym okresie popularności nakład miesięcznika wynosił 60 045 egzemplarzy, a liczba stron wynosiła 100.
Ostatni numer ukazał się w październiku 1995 i pokrywał się z zaprzestaniem wydawania kolejnych gier na Commodore 64. W numerze tym podsumowano działalność pisma. Ukazała się w nim także lista 10 najlepszych gier na C64 zdaniem twórców „Commodore Format”, którymi były The Adams Family, Creatures, Heroquest, Mayhem in Monsterland, Myth, Nobby the Aardvark, Rainbow Islands, Rick Dangerous 2, Smash TV i Stunt Car Racer.